# Sezer Akgül

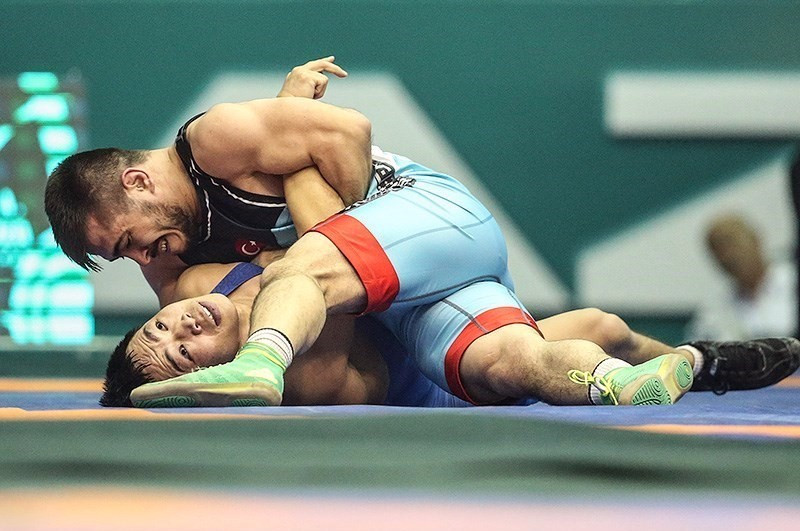
Sezer Akgül

Sezer Akgül (* 27. April 1988 in Amasya) ist ein türkischer Ringer. Er wurde im Jahre 2009 Vize-Weltmeister im freien Stil im Bantamgewicht.

## Werdegang
Sezer Akgül begann im Jahre 1999 als Jugendlicher mit dem Ringen. Dazu wurde er Mitglied des Sportclubs Amasya Seker Spor Kulübü. Im Laufe seiner Karriere wechselte er zum Sportclub TEDAS Ankara und zum Sportclub Istanbul I.B.B. Er ringt ausschließlich im freien Stil und wurde bzw. wird von Yüksel Sanli, Cahit Ahrskalioglu, Ali Reza Kaser, Ismail Zurnacci und von Nationaltrainer Adem Bereket trainiert. Bei einer Größe von 1,55 Metern startet er im Bantamgewicht.
Seinen ersten Start bei einer internationalen Meisterschaft absolvierte er bei der Junioren-Europameisterschaft 2006 in Szombathely, wo er den 11. Platz belegte. Wesentlich besser schnitt er bei den internationalen Meisterschaften des Jahres 2007 ab. In diesem Jahr startete er zunächst bei der Europameisterschaft der Senioren in Sofia und gewann dort gleich eine EM-Bronzemedaille. Er verlor dabei gegen Manfred Ewald aus Deutschland und besiegte im Kampf um den 3. Platz Mariusz Walkowiak aus Polen. Anschließend gewann er auch bei der Junioren-Europameisterschaft in Belgrad eine Bronzemedaille, wobei er sich hinter Opan Sat aus Russland und Tim Schleicher aus Deutschland platzierte. Bei der Junioren-Weltmeisterschaft 2007 in Peking kam er nach einem Halbfinalsieg über Tim Schleicher in das Finale, in dem er allerdings gegen Dschamal Otarsultanow aus Russland verlor und damit Junioren-Vize-Weltmeister wurde. Schließlich startete er auch noch bei der Weltmeisterschaft der Senioren dieses Jahres. Er kam dabei in Baku zu Siegen über Gotscha Kirkitadse aus Georgien, Amiran Kartanow aus Griechenland und Firas Al Ali Rifae aus Syrien, unterlag aber gegen Bajaraagiin Naranbaatar aus der Mongolei und gegen Ryswan Hadschyjeu aus Belarus und belegte einen guten 5. Platz.
Im Jahre 2008 gewann er bei der Europameisterschaft in Tampere wieder eine Bronzemedaille, die er sich nach einer Niederlage gegen Ryswan Hadschyjeu durch einen Sieg über Tim Schleicher erkämpfte. Etwas enttäuschend für ihn war dann sein Abschneiden bei der Junioren-Weltmeisterschaft in Istanbul, denn er kam dort im Bantamgewicht nach einer Niederlage in seinem dritten Kampf gegen den Mongolen Damdinbadsaryn Tsogtbaatar nur auf den 7. Platz. Bei den Olympischen Spielen in Peking unterlag er in seinem ersten Kampf gegen Tomohiro Matsunaga aus Japan, besiegte dann aber Adama Diatta aus dem Senegal und unterlag in seinem nächsten Kampf gegen Dilschod Mansurow aus Usbekistan, was sein Ausscheiden zur Folge hatte. In der Endabrechnung kam er damit nur auf den 11. Platz.
2009 wurde er Sieger bei den Mittelmeer-Spielen in Pescara. Nachdem er auf die Europameisterschaft dieses Jahres verzichtet hatte, gelang ihm bei der Weltmeisterschaft in Herning/Dänemark dann der größte Erfolg seiner Laufbahn, denn er wurde dort mit Siegen über Urs Wild, Schweiz, Namig Sewdimow, Aserbaidschan, Kim Hyo-sub, Südkorea und Wiktor Lebedew, Russland und einer Niederlage im Endkampf gegen Yang Kyong-il aus Nordkorea Vize-Weltmeister.
Im Jahre 2010 konnte Sezer Akgül die Erfolge des Jahres 2009 nicht wiederholen. Bei der Europameisterschaft in Baku kam er im Bantamgewicht nach einem Sieg über Adrian Hajduk aus Polen und einer Niederlage gegen Andrei Dukow aus Rumänien nur auf den 8. Platz. Noch schwächer schnitt er bei der Weltmeisterschaft dieses Jahres in Moskau ab. Allerdings ist unklar, welchen Platz er dort belegte. In der Datenbank des Instituts für Angewandte Trainingswissenschaften in Leipzig wird er nach einer Niederlage in seinem ersten Kampf gegen Obenson Blanc aus den Vereinigten Staaten auf dem 27. Platz geführt. In der Ergebnisliste der Datenbank des Ringer-Weltverbandes Fila wird er dagegen auf Platz 12 eingestuft. Es bedarf also noch der Klärung, welchen Platz er nun eigentlich belegte. Es deutet aber einiges darauf hin, dass die Ergebnisliste der Fila falsch ist, weil dort vermutlich eine Verwechslung mit Urs Wild aus der Schweiz vorliegt und Sezer Akgül tatsächlich nur den 27. Platz belegte.

## Internationale Erfolge
| Jahr | Platz   | Wettbewerb                    | Gewichtskl. | Ergebnis |
| ---- | ------- | ----------------------------- | ----------- | --- |
| 2006 | 11.     | Junioren-EM in Szombathely    | Bantam      | Sieger: Machmud Magomedow, Russland vor Swetoslaw Neytschew, Bulgarien |
| 2007 | 5.      | Yasar-Dogu-Memorial in Ankara | Bantam      | hinter Tomohiro Matsunaga, Japan, Hidenori Taoka, Japan, Bajaraagiin Naranbaatar, Mongolei und Marcel Ewald, Deutschland |
| 2007 | 3.      | EM in Sofia                   | Bantam      | mit einem Sieg über Stojanec Danilow, Mazedonien, einer Niederlage gegen Marcel Ewald, Deutschland und Siegen über Alexandru Chirtoaca, Rumänien und Mariusz Walkowiak, Polen                                                               |
| 2007 | 3.      | Junioren-EM in Belgrad        | Bantam      | hinter Opan Sat, Russland und Tim Schleicher, Deutschland |
| 2007 | 2.      | Junioren-WM in Peking         | Bantam      | nach Siegen über Feruz Nusratow, Usbekistan, Mehrad Hasanow, Aserbaidschan, Dauren Tschumagasijew, Kasachstan und Tim Schleicher und einer Niederlage gegen Dschamal Otarsultanow, Russland                                                 |
| 2007 | 5.      | WM in Baku                    | Bantam      | nach einem Sieg über Gotscha Kirkitadse, Georgien, einer Niederlage gegen Bajaraagiin Naranbaatar, Mongolei, Siegen über Amiran Kartanow, Griechenland und Firas Al Ali Rifae, Syrien und einer Niederlage gegen Ryswan Hadschyjeu, Belarus |
| 2008 | 8.      | Yasar-Dogu-Memorial in Ankara | Bantam      | Sieger: Taghi Dadashi, Iran vor Abbas Dabbaghi Souraki, Iran |
| 2008 | 3.      | EM in Tampere                 | Bantam      | nach einem Sieg über Andrejs Wasiljews, Lettland, einer Niederlage gegen Ryswan Hadschyjeu und Siegen über Musa Saidulbatatow, Ukraine und Tim Schleicher                                                                                   |
| 2008 | 7.      | Junioren-WM in Istanbul       | Bantam      | nach Siegen über Ohan Gikinjan, Armenien und Manabu Suto, Japan und einer Niederlage gegen Damdinbadsaryn Tsogtbaatar, Mongolei |
| 2008 | 11.     | OS in Peking                  | Bantam      | nach einer Niederlage gegen Tomohiro Matsunaga, Japan, einem Sieg über Adama Diatta, Senegal und einer Niederlage gegen Dilschod Mansurow, Usbekistan                                                                                       |
| 2009 | 1.      | Mittelmeer-Spiele in Pescara  | Bantam      | vor Firas Al Ali Rifae und Hamza Fatah, Frankreich |
| 2009 | 2.      | WM in Herning/Dänemark        | Bantam      | nach Siegen über Urs Wild, Schweiz, Namig Sewdimow, Aserbaidschan, Kim Hyo-sub, Südkorea und Wiktor Lebedew, Russland und einer Niederlage gegen Yang Kyong-il, Nordkorea                                                                   |
| 2010 | 4.      | Welt-Cup in Moskau            | Bantam      | hinter Wladislaw Andrejew, Belarus, Hassan Rahimi, Iran und Oybek Kamolow, Usbekistan |
| 2010 | 8.      | EM in Baku                    | Bantam      | nach einem Sieg über Adrian Hajduk, Polen und einer Niederlage gegen Andrei Dukow, Rumänien |
| 2010 | 12./27. | WM in Moskau                  | Bantam      | nach einer Niederlage gegen Obenson Blanc, USA |

Erläuterungen
- alle Wettkämpfe im freien Stil
- OS = Olympische Spiele, WM = Weltmeisterschaften, EM = Europameisterschaften
- Bantamgewicht, Gewichtsklasse bis 55 kg Körpergewicht